# Estipouy
Estipouy ist eine französische Gemeinde mit 206 Einwohnern (Stand 1. Januar 2022) im Département Gers in der Region Okzitanien (vor 2016: Midi-Pyrénées). Sie gehört zum Arrondissement Mirande und zum Kanton Pardiac-Rivière-Basse.
Die Einwohner werden Estipouyais und Estipouyaises genannt.

## Geographie
Estipouy liegt circa vier Kilometer nordwestlich von Mirande in der historischen Provinz Armagnac.
Umgeben wird Estipouy von den vier Nachbargemeinden:
|             | L’Isle-de-Noé                               |         |
| Montesquiou | Kompassrose, die auf Nachbargemeinden zeigt | Mouchès |
|             | Mirande                                     |         |

### Gewässer
Estipouy liegt im Einzugsgebiet des Flusses Garonne.
Die Baïse, einer ihrer linken Nebenflüsse fließt an der Grenze zur östlichen Nachbargemeinde Mouchès entlang. Der Ruisseau de Macaouat entspringt in Estipouy, verläuft an der Grenze zur nördlichen Nachbargemeinde L’Isle-de-Noé und mündet als linker Nebenfluss in die Baïse.
Estipouy wird außerdem vom Lizet, einem Nebenfluss der Osse durchquert, die im Nordwesten der Gemeinde zu einer Stausee aufgestaut wird.

## Geschichte
Estipouy war seit dem 12. Jahrhundert in der Hand der Familie de Montesquiou, die hier auf einem heute verschwundenen Schloss bis zur Französischen Revolution wohnten.

## Einwohnerentwicklung
Nach Beginn der Aufzeichnungen stieg die Einwohnerzahl bis zur des 19. Jahrhunderts auf einen Höchststand von rund 410. In der Folgezeit sank die Größe der Gemeinde bei zwischenzeitlichen Erholungsphasen bis zu den 1980er Jahren auf ihrem tiefsten Stand von rund 135 Einwohnern, bevor eine Wachstumsphase einsetzte, die bis heute anhält.
| Jahr                       | 1962 | 1968 | 1975 | 1982 | 1990 | 1999 | 2006 | 2011 | 2020 |
| Einwohner                  | 189  | 172  | 147  | 133  | 150  | 193  | 192  | 202  | 207  |
| Quellen: Cassini und INSEE |      |      |      |      |      |      |      |      |      |

## Pfarrkirche Saint-Lizier
Sie besitzt einen Glockenturm mit einem oktogonalen Helm und ein Eingangsportal im gotischen Stil. Die Kirche ist jüngeren Datums mit Änderungen im 19. Jahrhundert, aber es gab einen älteren Vorgängerbau.
Die Kirche besitzt vier Ausstattungsstücke, die als Monument historique klassifiziert sind:
- eine polychrome Statue aus Holz aus dem 15. Jahrhundert mit der Darstellung Marias mit Jesuskind
- eine Statue aus bemaltem und vergoldetem Holz aus dem 18. Jahrhundert mit der Darstellung Marias mit Jesuskind
- Möbel der Sakristei und Betstuhl aus Holz aus dem 18. Jahrhundert
- eine Statue aus Holz aus dem 15. oder 16. Jahrhundert mit der Darstellung des Christus am Kreuz.[4]

## Wirtschaft und Infrastruktur

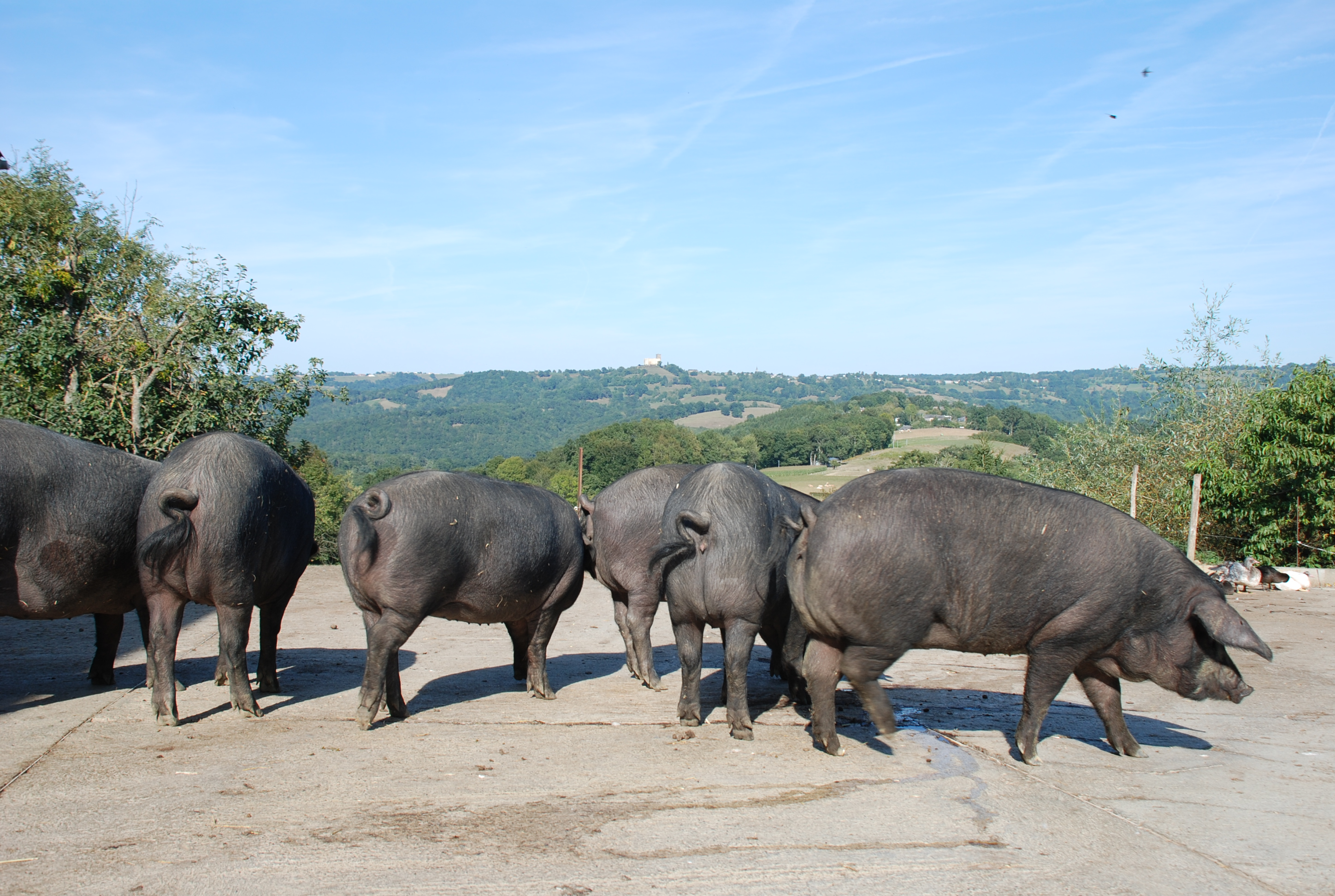
Porcs Noirs de Bigorre

Estipouy liegt in den Zonen AOC der Schweinerasse Porc noir de Bigorre und des Schinkens Jambon noir de Bigorre.

### Verkehr
Estipouy wird von der Route départementale 137 durchquert.